# 五所川原市立五所川原第一中学校
五所川原市立五所川原第一中学校（ごしょがわらしりつ ごしょがわらだいいちちゅうがっこう）は、青森県五所川原市松島町三丁目にある公立中学校。五所川原市内を学区とする。略称「一中」、「五一中」、「五所一」。

## 概要
地域との関係が強く、毎年清掃奉仕作業などを実施している。
内装にアスベストが使用されていたこと及び校舎の老朽化が著しいこともあって、2005年度頃より新校舎の建築を開始し、2007年度より供用を開始。それにより、旧校舎は解体された。
校舎改築前のマンモス校時代は全校生徒1500人を誇る県内でも1位2位を争うマンモス校として知られたスポーツの盛んな中学校である。
五所川原市の中心地区を主な学区としている。2024年現在、1学年5学級、2学年6学級、3学年5学級、全校で512人である。
また、2016年度の入学生から新デザインの男女共通のジャージ、女子生徒の新デザインのセーラー服と新たに学校指定ソックスが導入された上、修学旅行へ行く時期を3年生の春から2年生の秋に変更された。

## 沿革
- 1965年（昭和40年）4月1日 - 五所川原中学校と松島中学校を統合し、本校創立。
- 1967年（昭和42年）10月28日 - 松島町3丁目1番地（現在地）に、新校舎第三期工事完成し、移転。
- 2004年（平成16年）4月1日 - 三好中学校を併合。
- 2007年（平成19年）3月 - 鉄筋コンクリート造の校舎建設。
- 2010年（平成22年）1月 - 鉄筋コンクリート造の体育館建設。

## 学区
五所川原小学校、中央小学校、松島小学校、南小学校、三好小学校の通学地域である。
しかし、柔道が強いことから栄小学校などの、三中学区、四中学区などから来ている生徒も少なくない。

## 生徒会行事
- 4月 - 入学式、始業式、新任式、統一学級学年編成選挙
- 5月 - 生徒総会、避難訓練
- 6月 - 中体連壮行式、学級旗コンクール、体育大会
- 7月 - 1学期終業式
- 8月 - 2学期始業式
- 9月 ‐ 避難訓練、修学旅行
- 10月 - 合唱コンクール、一中祭
- 11月 - 全校生徒会選挙
- 12月 - 認証式、2学期終業式
- 1月 - 生徒総会、3学期始業式
- 3月 - 卒業式、修了式

## 部活動
- 野球部
  - 過去の最高成績は全国大会ベスト4進出。
- ソフトボール部（活動停止中）
- 陸上競技部
- サッカー部
  - サッカー部は過去には津軽地区随一の強豪を誇り南部地区の強豪と県大会を競っていた。過去の最高成績は全国大会三回戦進出。
- テニス部
- 水泳部
- 柔道部
- 卓球部
- バスケットボール部
- バレーボール部
- バドミントン部
- 剣道部
- 吹奏楽部
- 合唱部
- 美術部
- 家庭部
- 相撲部
- 英語部
- 自然科学部
- 演劇部
- 茶道部

## 主な出身者
- 竹谷知記 - 柔道家
- 前田奈恵子 - 柔道家
- 石岡来望 - 柔道家
- 下山大地 - バスケットボール選手
- 三國谷勝範 - 元金融庁長官

## 周辺
- 五所川原市立中央小学校 - 同一敷地内で、進学前小学校でもある。
- 十川
  - 十川大橋（市道岩木町飯詰線）

## アクセス
- JR五能線五所川原駅から、徒歩約900m・約14分。
- 津軽鉄道津軽五所川原駅から、徒歩約930m・約14分。
  - いずれも、新生大橋(市道岩木町飯詰線)の階段を利用した最短ルートを利用した場合。
- 五所川原駅前から、車で約1.3km・約3分（県道252号線・国道339号線・市道岩木町飯詰線経由）。
- 五所川原市役所より、
  - 徒歩約930m・約14分。
  - 市役所指定駐車場から車で約1km・約3分。
- 弘南バス
  - 「五所川原第一中学校前」バス停（藻川（若葉・高瀬経由）線）から、すぐ近く。
  - 「五所川原市役所前」バス停（一般路線バス(五所川原営業所・青森方、五所川原青森線のELMの発の五所川原駅前経由青森行)）から、徒歩約1km・約15分。
  - 「新町」バス停（五所川原駅方面）から、徒歩約1.1km・約16分。
  - 「本町」バス停（商店街循環バス「ELM - 若葉環状線(西廻り)」）から、徒歩約1.1km・約17分。
  - 「つがる総合病院前」バス停（一般路線バス・商店街循環バス「ELM - 若葉環状線(東廻り)」）から、約1.35km・約20分。
  - 「松島八丁目」バス停（商店街循環バス「ELM - 若葉環状線」）から、徒歩約650m・約10分（最短ルートを行った場合）。

## 参考資料
- 「学校沿革 中学校 (五所川原)第一中学校」『青森県教育史 別巻』青森県教育委員会、1973年12月20日、886頁。ASIN B000J7JCJY。